# Hutchison Whampoa

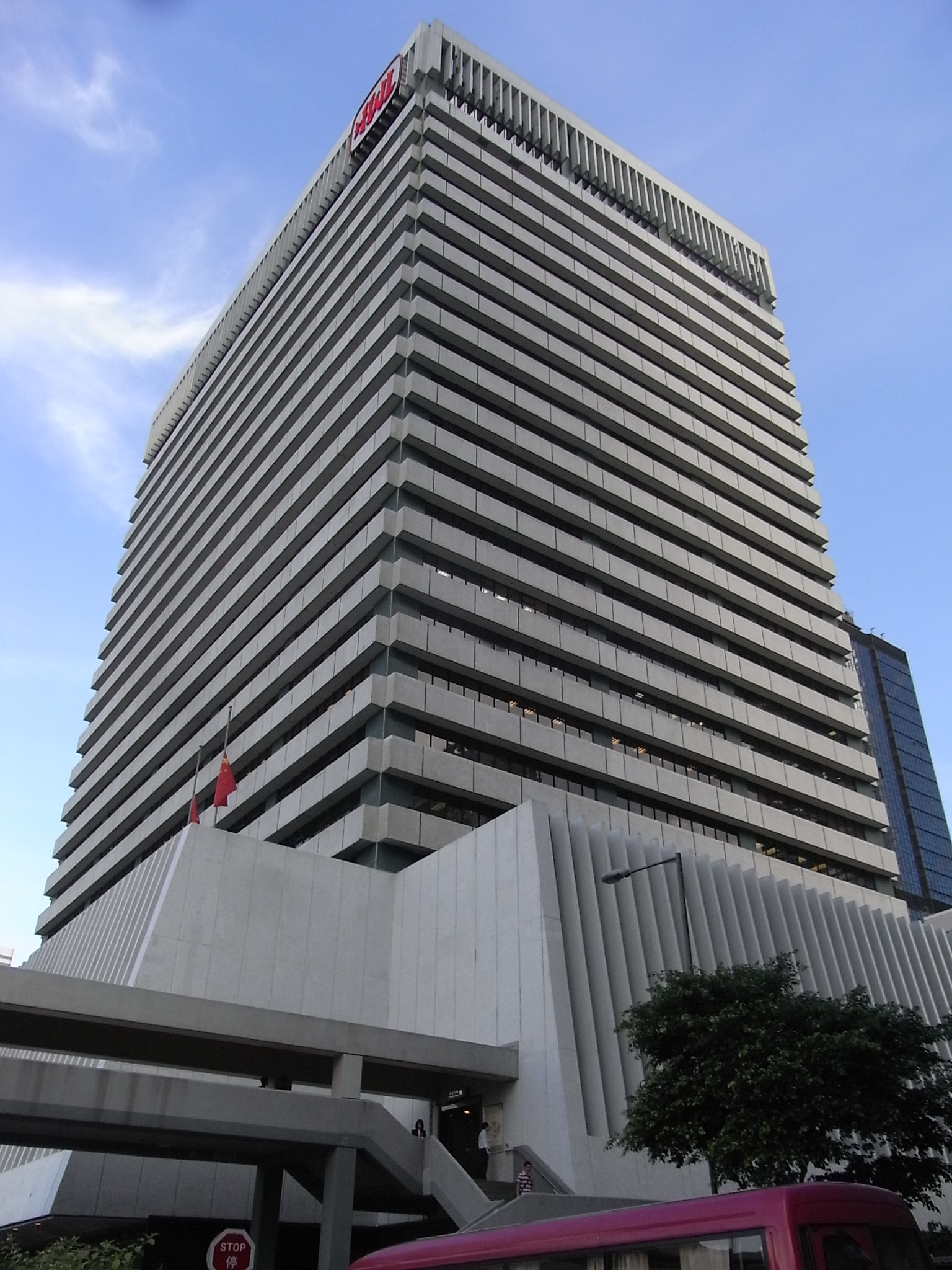
Штаб-квартира Hutchison Whampoa в Гонконге

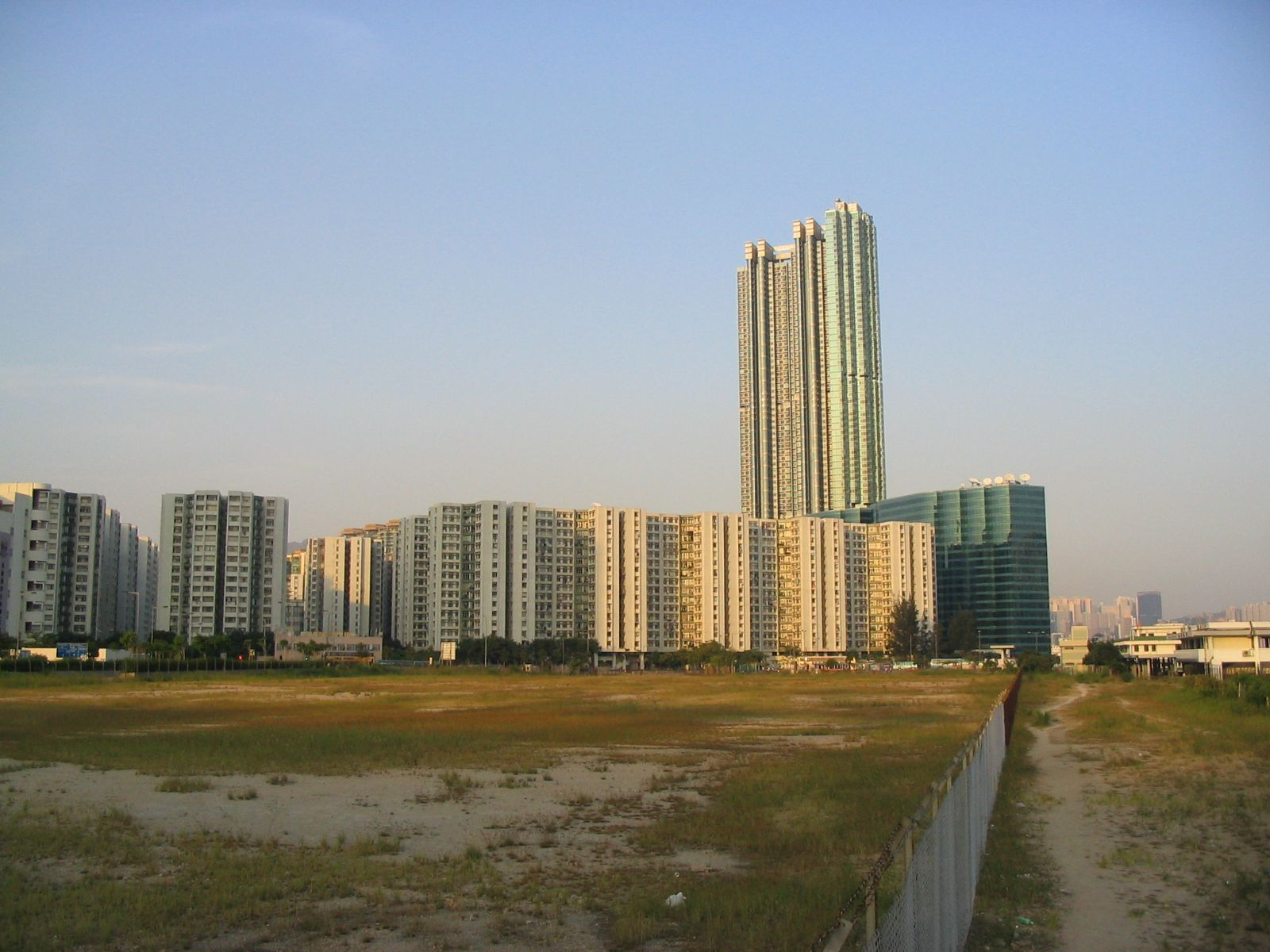
Комплекс Whampoa Garden в Гонконге

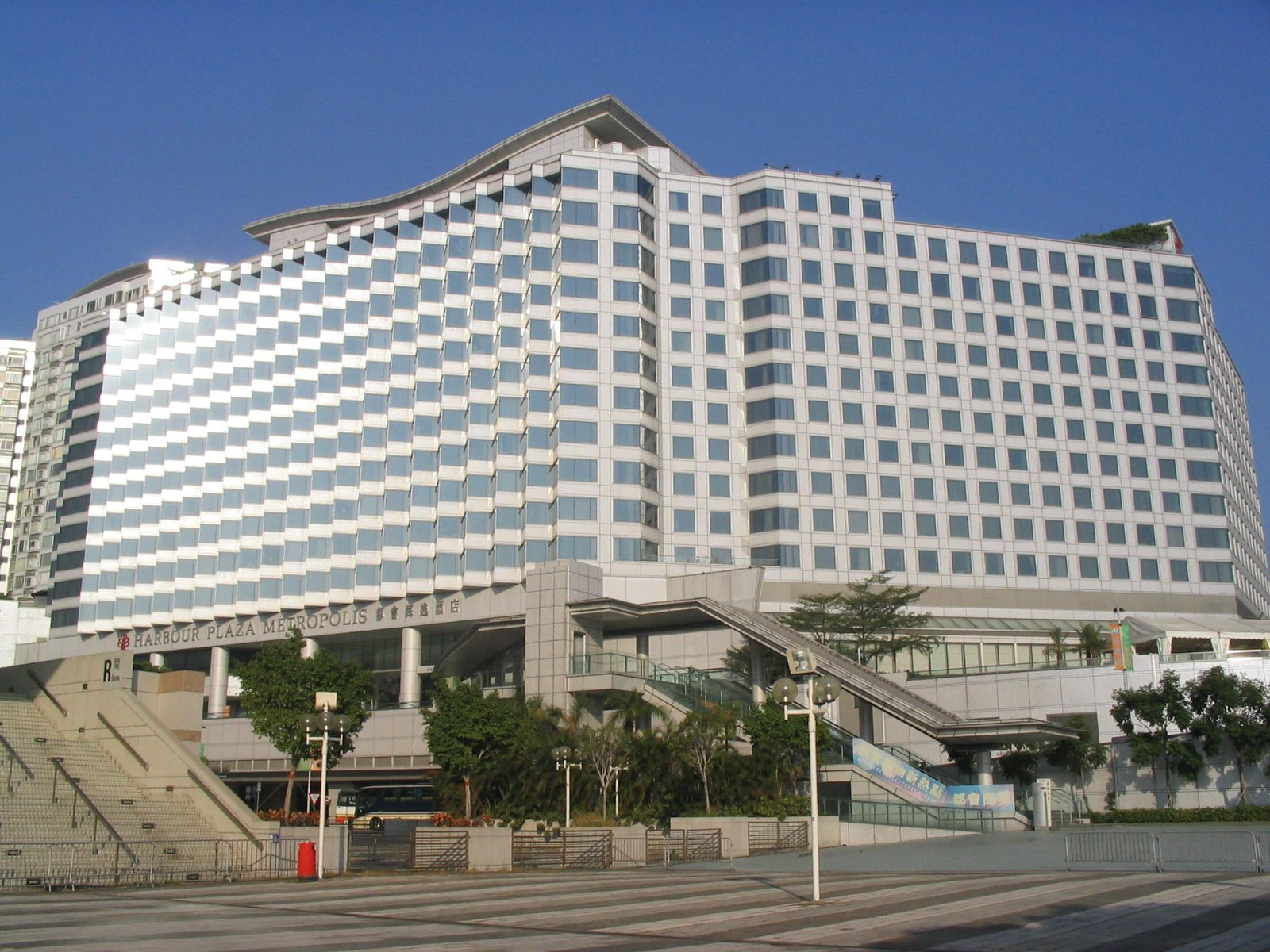
Отель Harbour Plaza Metropolis в Гонконге

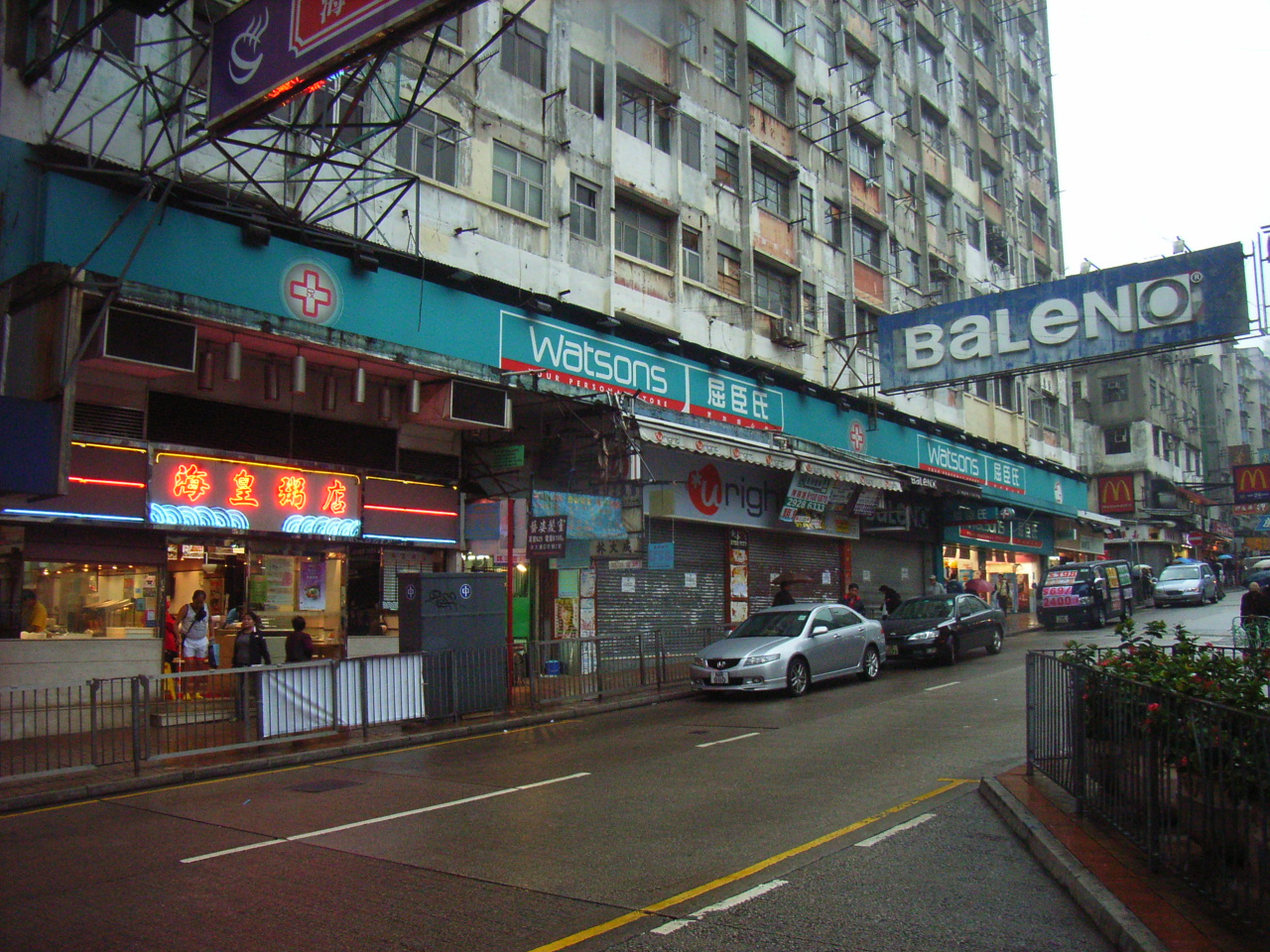
Магазин Watson в Гонконге

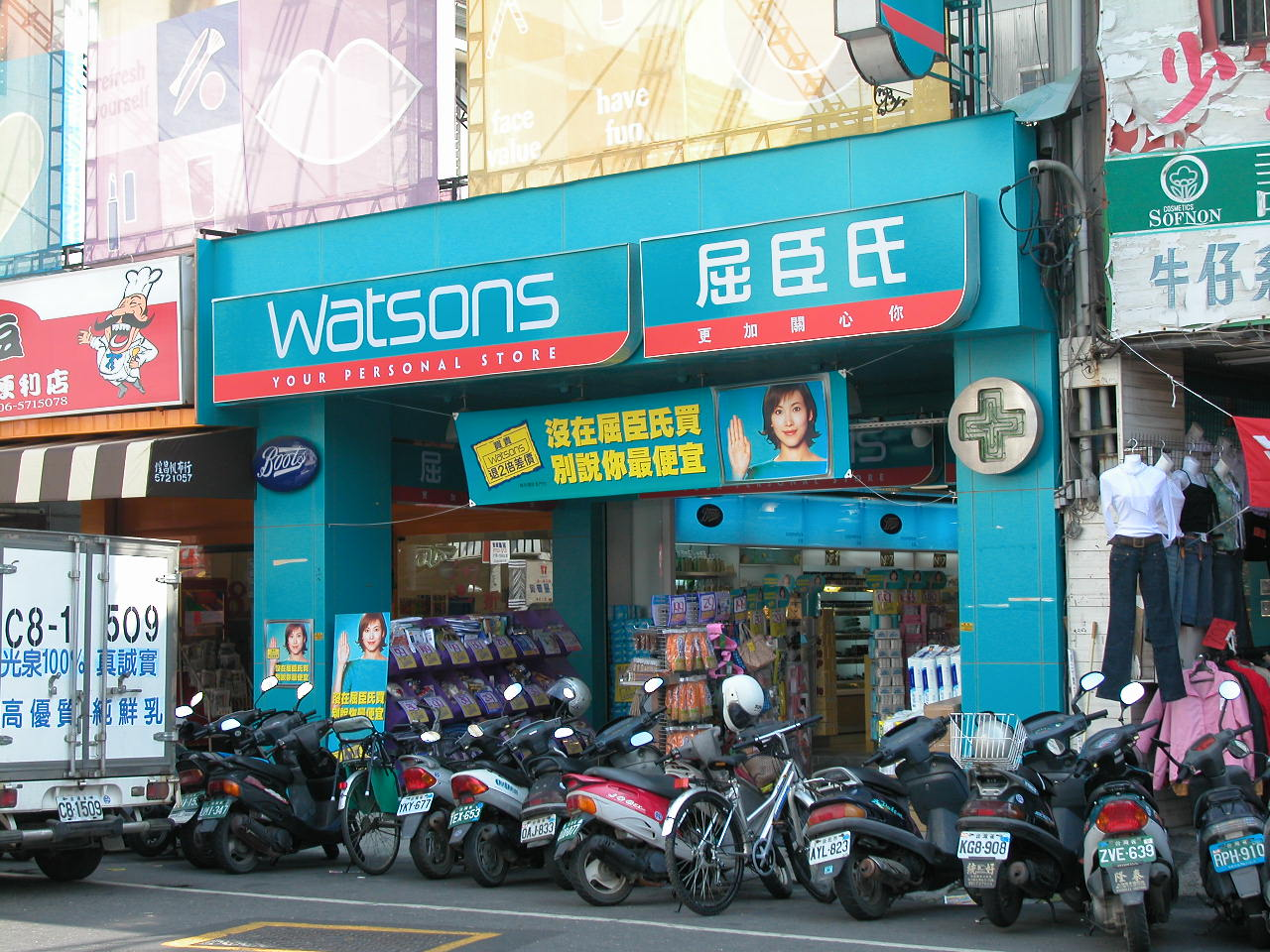
Магазин Watson на Тайване

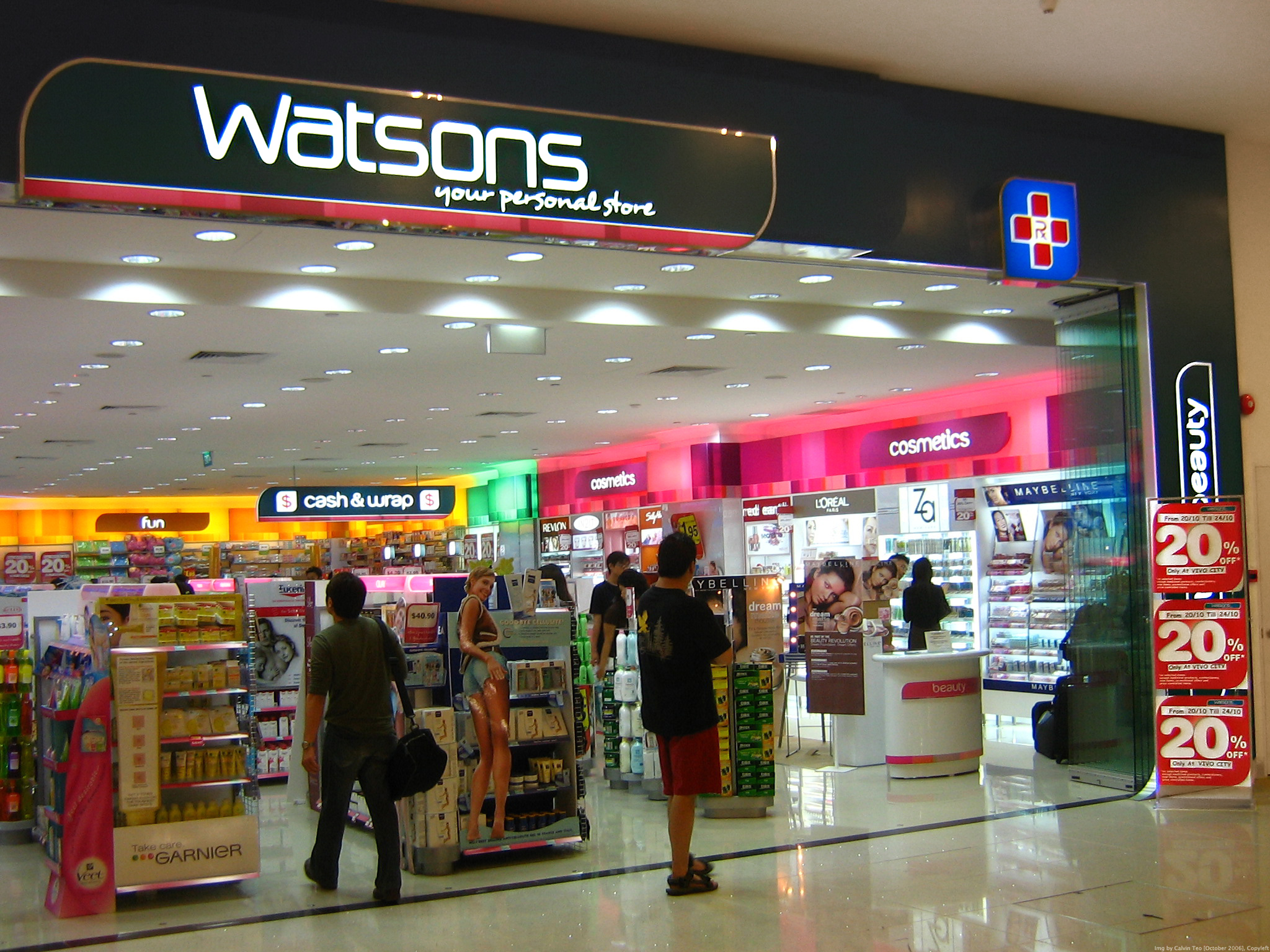
Магазин Watson в Сингапуре

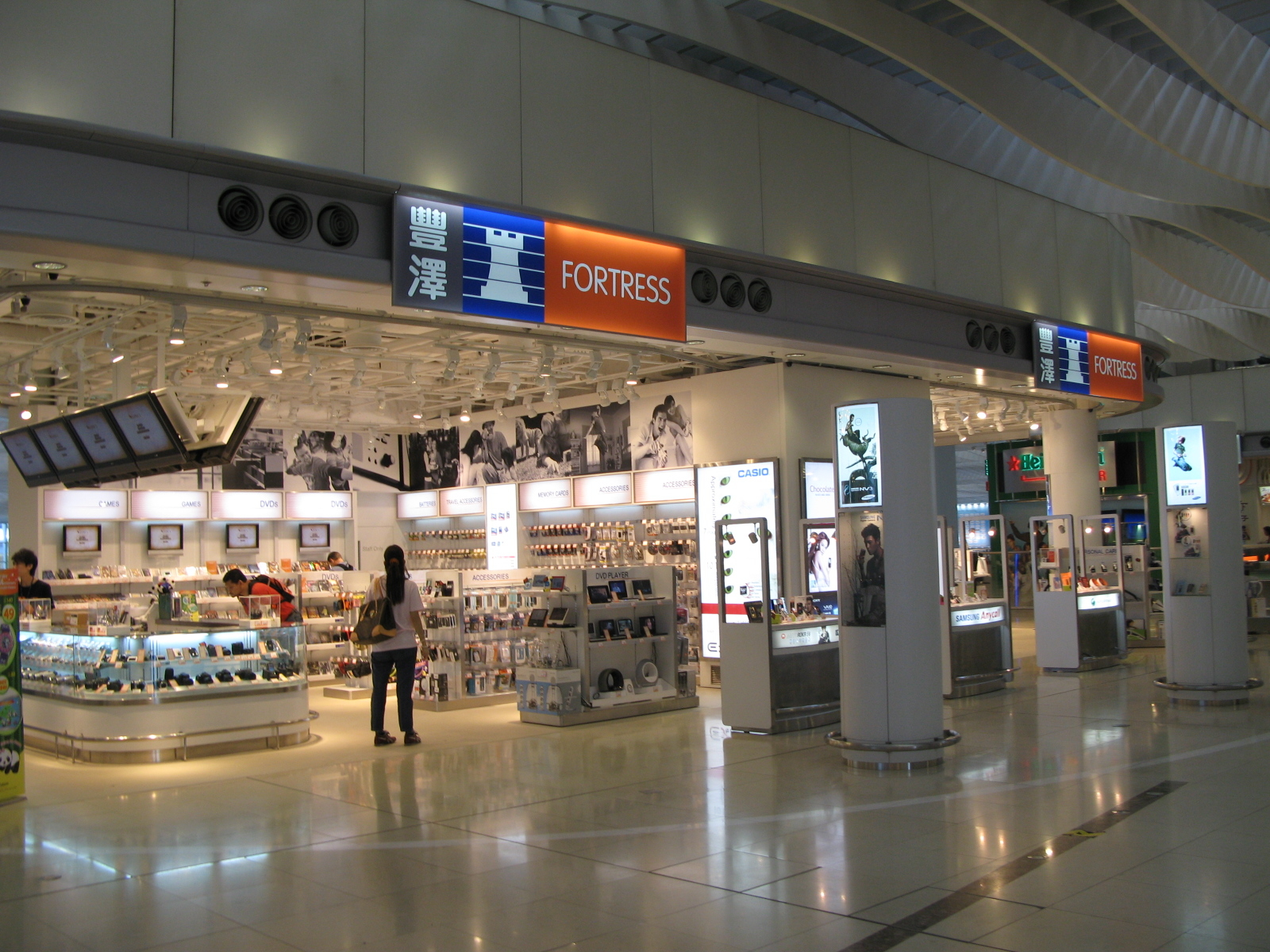
Магазин Fortress в Гонконге

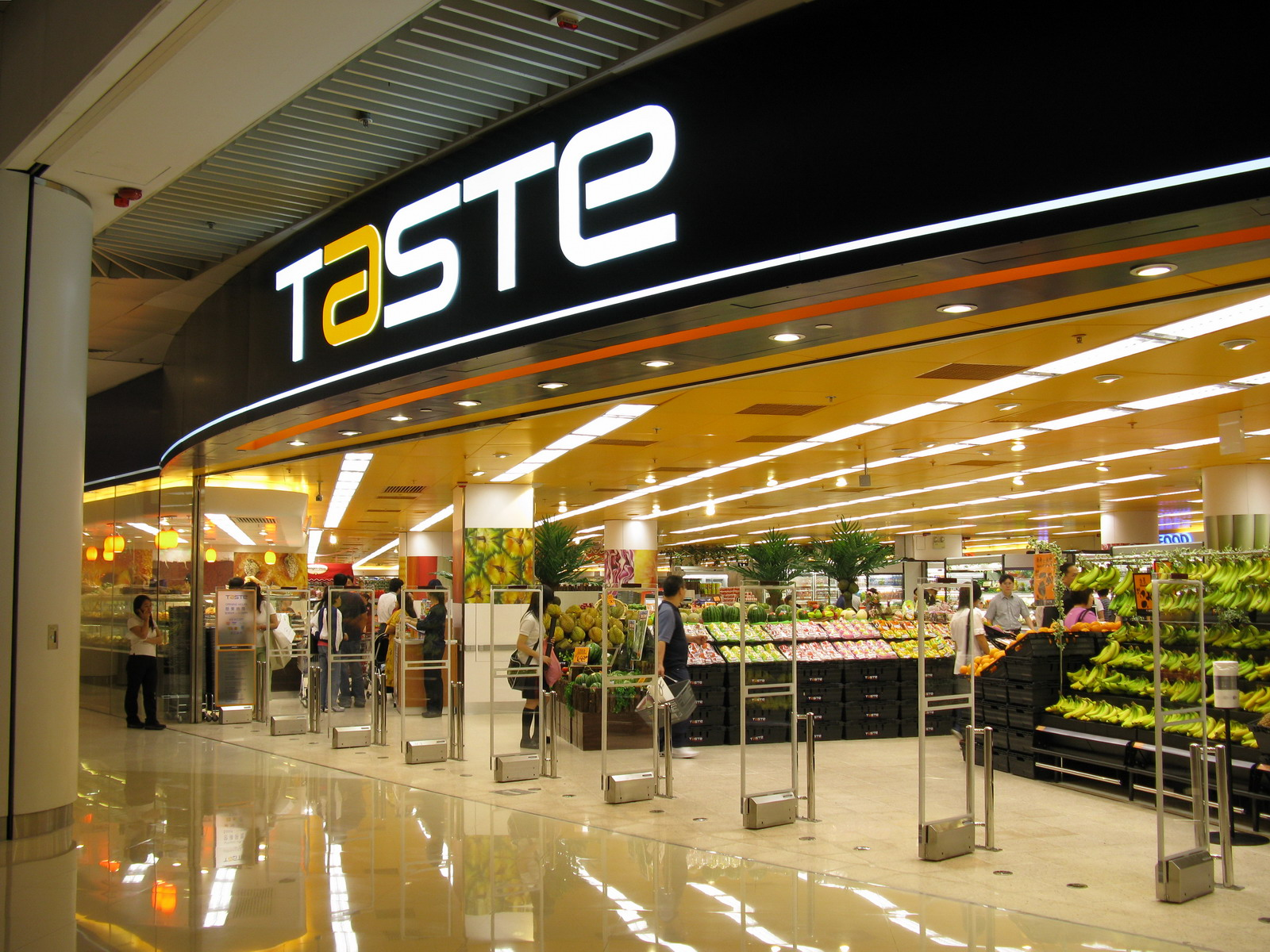
Магазин Taste в Гонконге

Hutchison Whampoa Limited («Хатчисон Вампоа», 和記黃埔有限公司, сокращённо HWL) — одна из крупнейших корпораций из списка Fortune 500 и перечисленных в листинге Гонконгской фондовой биржи. Активы — $113,9 млрд (2015). Базируется в Гонконге и принадлежит группе Cheung Kong Group миллиардеров Ли Кашина и Каннинга Фока. В 2015 году компании Hutchison Whampoa и Cheung Kong Group слились в единую группу CK Hutchison Holdings.

## История
В 1877 году англичанин Джон Хатчисон основал торговую компанию Hutchison International, которая в 1963 году поглотила компанию A.S. Watson & Co, а в середине 1960-х годов приобрела судостроительную компанию Hong Kong and Whampoa Dock, основанную ещё раньше, в 1863 году. В 1979 году банк HSBC продал свою долю в Hutchison компании Cheung Kong гонконгского бизнесмена Ли Кашина. В 1985 году Hutchison был преобразован в холдинг Hutchison Whampoa.
В 2006 году 20 % акций дочерней компании Hutchison Port Holdings купила сингапурская корпорация PSA International (Port of Singapore Authority). По состоянию на март 2011 года в Hutchison Whampoa работало более 220 тыс. человек, рыночная стоимость корпорации составляла около 50 млрд долларов, а продажи — почти 27 млрд долларов.
В конце 2016 года CK Hutchison и российская компания VimpelCom Ltd. объединили свои итальянские телекоммуникационные активы — 3 Italia и Wind Telecomunicazioni. В итоге появился крупнейший в стране оператор беспроводной связи, в котором партнёры владеют по 50 % совместного предприятия.

## Структура
Конгломерат работает в нескольких сферах: розничная торговля, портовое хозяйство, логистика, недвижимость, гостиничное дело (Harbour Plaza Hotels and Resorts), телекоммуникации, энергетика. Интересы Hutchison Whampoa распространяются на более чем 50 стран мира.

### A.S. Watson Group
Компания является крупнейшим в мире ритейлером товаров для здоровья и красоты, а также владеет сетями аптек, продуктовых супермаркетов, магазинов косметики и парфюмерии, бытовой электроники, вин и беспошлинной торговли, занимается производством и дистрибуцией питьевой воды, напитков и соков. Всего в A.S. Watson Group работает около 100 тыс. человек, она владеет или управляет около 10 тыс. магазинов в более 40 странах мира.
Магазины товаров для здоровья и красоты Watson представлены в Гонконге, Макао, Китае, Тайване, Корее, Таиланде, Малайзии, Сингапуре, Филиппинах, Индонезии, Великобритании, Ирландии, Франции, Нидерландах, Бельгии, Люксембурге, Германии, Словении, Чехии, Венгрии, Польше, Эстонии, Украине, России и Турции.
Также A.S. Watson Group принадлежат сети продуктовых супермаркетов Park`n`Shop (Гонконг, Макао и Китай), Gourmet, Taste и Great (Гонконг), сеть магазинов по продаже вин и сигар Watson`s Wine Cellar (Гонконг и Макао), сеть магазинов бытовой электроники Fortress (Гонконг), производитель питьевой воды Watson`s Water (Гонконг и Китай), производитель соков Mr. Juicy (Гонконг). В России компания приобрела сеть «Спектр», которая управляет более 60 магазинами «красоты и здоровья» в Санкт Петербурге и Ленинградской области.

### Hutchison Port Holdings
Компания является крупнейшим портовым оператором в мире и обрабатывает 13 % всех контейнерных перевозок. Hutchison Port Holdings представлен в портах Гонконга, Джакарты, Кланга, Пусана, Кванъяна, Сиднея, Брисбена, Лондона, Харвича, Филикстоу, Дуйсбурга, Виллеброка, Александрии, Буэнос-Айреса, Фрипорта. Также компания обслуживает контейнерные перевозки через Панамский канал.

### Hutchison Whampoa Property
Свою деятельность в сфере недвижимости компания начала с того, что возвела на месте бывших судостроительных верфей Hong Kong and Whampoa Dock большой жилой комплекс Whampoa Garden (Коулун Сити). Сегодня Hutchison Whampoa Property владеет жилыми, офисными и торговыми комплексами в Гонконге (Чхёнкхон-сентер, Башни Виктория), Шанхае, Пекине и Великобритании.

### Harbour Plaza Hotel Management
Совместное предприятие Hutchison Whampoa и Cheung Kong Group, владеет сетью отелей Harbour Plaza в Гонконге, Китае и на Багамах.

### Hutchison Telecommunications International
Крупный оператор мобильной связи и интернет-провайдер, имеет активы в Гонконге, Макао, Вьетнаме, Таиланде, Индонезии, Шри-Ланке, Израиле, Италии, Австрии, Швеции, Дании, Великобритании, Ирландии и Австралии.

### Hutchison Global Communications
Крупнейший интернет-провайдер Гонконга.

### Metro Broadcast Corporation
Совместное предприятие Hutchison Whampoa и Cheung Kong Group, крупная радиовещательная корпорация Гонконга.

### Power Assets Holdings
Совместное предприятие Hutchison Whampoa и Cheung Kong Group. Крупная энергетическая корпорация, имеющая активы в Гонконге, Китае, Таиланде, Австралии и Великобритании.

### Hong Kong Air Cargo Terminals
Совместное предприятие Hutchison Whampoa с Jardine Pacific, Wharf Holdings и China National Aviation Corporation, крупнейший грузовой терминал Гонконгского международного аэропорта.

### Hong Kong United Dockyard
Совместное предприятие Hutchison Whampoa и Swire Group, владеет судоверфями на острове Цинг-И (Кхуайчхин).

### Hutchison Harbour Ring
Крупный гонконгский производитель игрушек, сувениров, рекламной продукции, телекоммуникационных аксессуаров и электроники.

### INQ
Британская компания, специализирующаяся на производстве мобильных телефонов.